# Rinorea sprucei
Rinorea sprucei (Eichler) Kuntze – gatunek roślin z rodziny fiołkowatych (Violaceae). Występuje  naturalnie w Kolumbii, Wenezueli, Peru oraz Brazylii (w stanie Amazonas, a także prawdopodobnie Ceará). 

## Morfologia
PokrójZimozielone drzewo.
LiścieUlistnienie jest naprzeciwległe. Blaszka liściowa ma owalny lub eliptyczny kształt, jest niemal całobrzega lub karbowana na brzegu, ma klinową nasadę i spiczasty wierzchołek. Ogonek liściowy jest nagi.
KwiatyZebrane w tyrsach.
OwoceTorebki mierzące mniej niż 12 mm średnicy. Nasiona mają kulisty kształt i są gładkie.

## Biologia i ekologia
Rośnie w lasach oraz na brzegach cieków wodnych. Występuje na wysokości do 300 m n.p.m.